# Conquête russe du Turkestan
La conquête russe du Turkestan est l’invasion par l'Empire russe des khanats ouzbeks et kazakhs. 
L'annexion russe de l’Asie centrale mena directement à une rivalité entre la Russie et le Royaume-Uni connue sous le nom de Grand Jeu.

## Déroulement

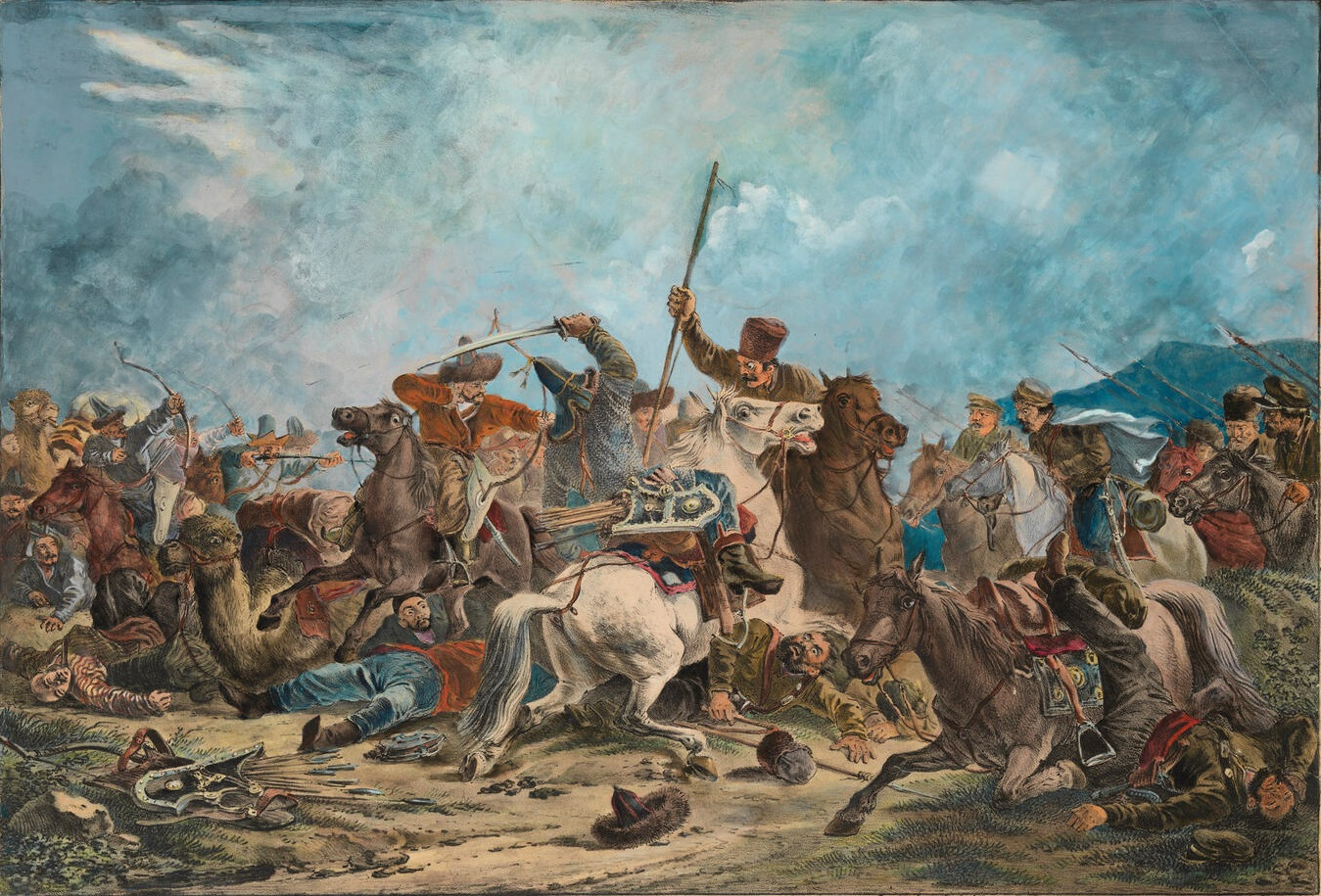
Cosaques contre Kazakhs.

Le Turkestan en 1900.

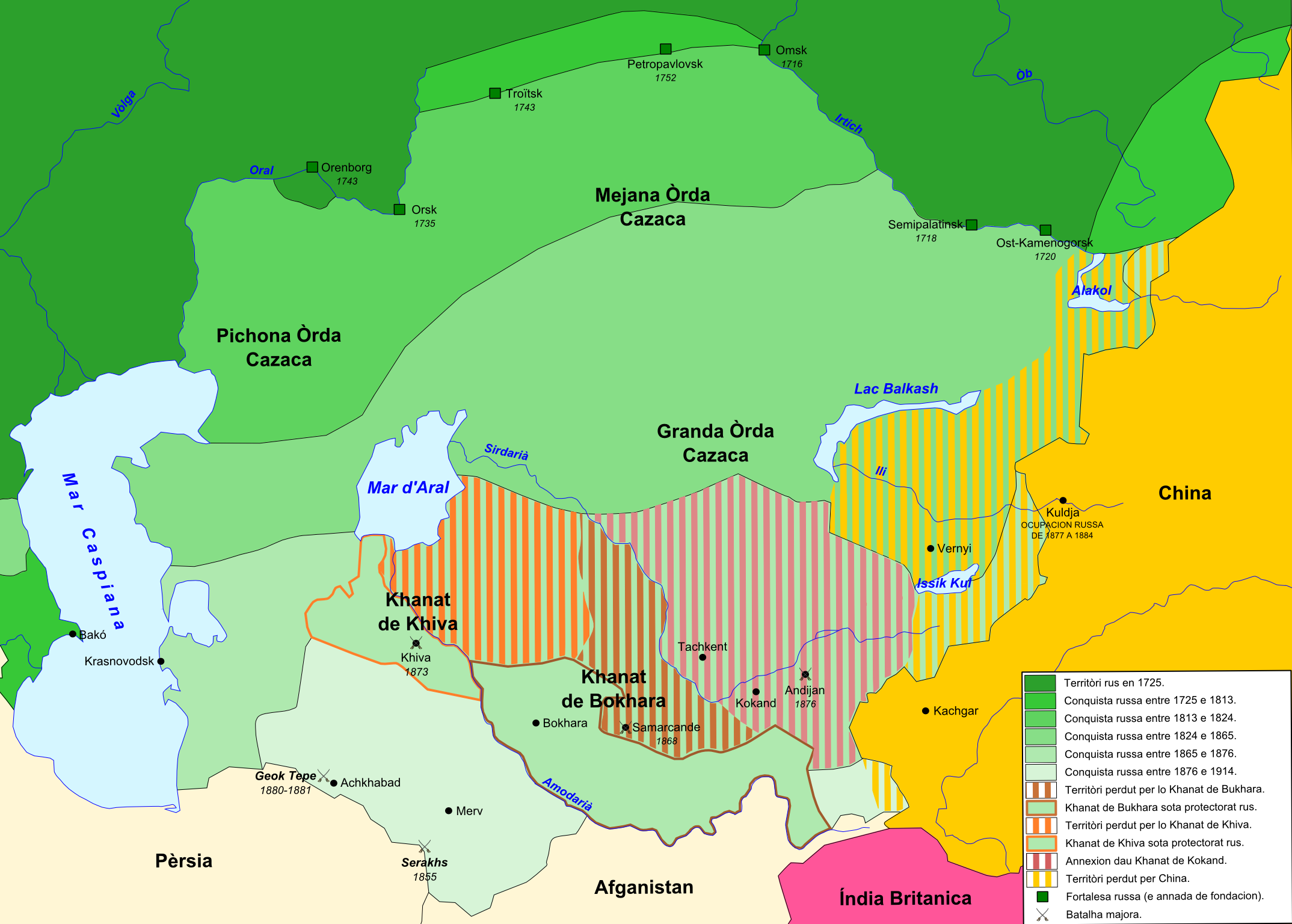
Expansion russe au Turkestan (1725-1914)